# Dave Ryding
David „Dave“ Ryding (* 5. Dezember 1986 in Chorley, Lancashire) ist ein britischer Skirennläufer. Er startet vorwiegend in den technischen Disziplinen Slalom und Riesenslalom, wurde viermal Britischer Meister und ist seit dem Jahr 2009 bei Weltmeisterschaften und Olympischen Spielen sowie im Weltcup am Start. Am 22. Januar 2022 gewann er den Slalom am Ganslernhang in Kitzbühel und war damit der erste britische Sieger eines Rennens in der Geschichte des alpinen Skiweltcups.

## Biografie
Ryding wohnt in Bretherton in der Grafschaft Lancashire. Er bestritt als Achtjähriger seine ersten Skirennen auf künstlichen Pisten und fuhr im Alter von 12 Jahren die ersten Rennen auf Schnee. Im April 2002 nahm er erstmals an FIS-Rennen teil. Im Jahr 2006 wurde er Britischer Juniorenmeister im Slalom und im Riesenslalom und in das Britische Skiteam aufgenommen. Ryding gewann im April 2007 seine ersten FIS-Rennen und startet seit Dezember desselben Jahres im Europacup. Erstmals punkten im Europacup konnte er im November 2008 mit den Plätzen 19 und 18 in den Indoor-Slaloms von Amnéville und Landgraaf.
In den Jahren 2008 und 2009 wurde Ryding Britischer Slalommeister. Im Februar 2009 nahm er an den Weltmeisterschaften in Val-d’Isère teil, wo er im Riesenslalom 41. wurde, im Slalom aber nicht ins Ziel kam. Am 21. Dezember 2009 startete Ryding im Slalom von Alta Badia zum ersten Mal im Weltcup, fiel aber ebenso wie bei seinem zweiten Start im Slalom von Zagreb am 6. Januar 2010 im ersten Durchgang aus. Im Februar 2010 nahm er als einer von vier britischen Skirennläufern an den Olympischen Winterspielen in Vancouver teil. Er war im Slalom mit Platz 27 der beste seines Landes und kam im Riesenslalom auf Platz 47. Bei den Weltmeisterschaften 2011 in Garmisch-Partenkirchen belegte er Rang 39 im Riesenslalom, während er im Slalom nicht ins Ziel kam. Zu Saisonende 2011 wurde er zum dritten Mal Britischer Meister im Slalom und zum ersten Mal im Riesenslalom.
Im Dezember 2011 erzielte Ryding seine ersten Top-10-Platzierungen im Europacup, als er im City Event in St. Vigil Neunter und im Slalom von Madonna di Campiglio Siebter wurde. In der Saison 2011/2012 nahm er auch wieder an Weltcuprennen teil, kam aber bei keinem seiner insgesamt vier Slalomstarts in den zweiten Durchgang. Dies gelang ihm erstmals zu Beginn der Saison 2012/13, als er am 11. November 2012 mit Platz 26 im Slalom von Levi seine ersten Weltcuppunkte gewann. Fünf Wochen später erzielte er mit dem dritten Rang im City Event von St. Vigil seinen ersten Podestplatz im Europacup. Mit drei weiteren Podestplätzen entschied er die Slalomwertung des Europacups für sich. Am 22. Dezember 2014 erzielte er seine bis dahin beste Weltcupplatzierung mit Rang 16 im Slalom von Madonna di Campiglio.
In der Saison 2015/16 konnte Ryding seine Leistung weiter steigern, der 12. Platz in Slalom von Val-d’Isère bildete den Saisonhöhepunkt. In der folgenden Saison 2016/17 konnte er sich zum ersten Mal unter den Top 10 platzieren, als er beim ersten Slalom des Weltcups in Levi auf Rang 6 fuhr. Dieses Resultat konnte er am 22. Januar 2017 mit dem zweiten Platz am Ganslernhang in Kitzbühel übertreffen. Es ist dies der erste Podestplatz eines Briten seit dem zweiten Platz von Konrad Bartelski in der Abfahrt von Gröden am 13. Dezember 1981. Im Slalom der Weltmeisterschaften 2017 in St. Moritz lag er nach dem ersten Lauf auf dem aussichtsreichen vierten Zwischenrang, fiel dann aber auf den 11. Platz zurück.
Am 22. Januar 2022 gewann Ryding den Slalom von Kitzbühel. Sein erster Sieg in einem Weltcuprennen war zugleich der erste Sieg eines britischen Athleten seit der Einführung des Alpinen Skiweltcups und der erste Hahnenkammsieg eines Briten seit Gordon Cleaver im Jahr 1931.

### Privates
Ryding ist mit der ehemaligen niederländischen Skirennläuferin Mandy Dirkzwager verheiratet. Im Juli 2022 wurden die beiden Eltern einer Tochter.

## Erfolge

### Olympische Winterspiele
- Vancouver 2010: 27. Slalom, 47. Riesenslalom
- Sotschi 2014: 17. Slalom
- Pyeongchang 2018: 5. Mannschaftswettbewerb, 9. Slalom
- Peking 2022: 13. Slalom

### Weltmeisterschaften
- Val-d’Isère 2009: 41. Riesenslalom, ausgeschieden im Slalom
- Garmisch-Partenkirchen 2011: 39. Riesenslalom, ausgeschieden im Slalom
- St. Moritz 2017: 11. Slalom
- Åre 2019: 9. Slalom, 9. Mannschaftswettbewerb
- Courchevel 2023: 13. Slalom
- Saalbach 2025: 6. Slalom

### Weltcup
- 7 Podestplätze, davon 1 Sieg:

| Datum           | Ort       | Land       | Disziplin |
| --------------- | --------- | ---------- | --------- |
| 22. Januar 2022 | Kitzbühel | Österreich | Slalom    |

### Weltcupwertungen
| Saison  | Gesamt | Gesamt | Slalom | Slalom |
| Saison  | Platz  | Punkte | Platz  | Punkte |
| ------- | ------ | ------ | ------ | ------ |
| 2012/13 | 136.   | 5      | 51.    | 5      |
| 2014/15 | 99.    | 45     | 30.    | 45     |
| 2015/16 | 70.    | 115    | 22.    | 115    |
| 2016/17 | 23.    | 338    | 8.     | 338    |
| 2017/18 | 34.    | 237    | 11.    | 237    |
| 2018/19 | 24.    | 334    | 9.     | 334    |
| 2019/20 | 57.    | 144    | 13.    | 144    |
| 2020/21 | 37.    | 221    | 12.    | 221    |
| 2021/22 | 30.    | 262    | 8.     | 262    |
| 2022/23 | 45.    | 181    | 16.    | 181    |
| 2023/24 | 29.    | 288    | 8.     | 288    |
| 2024/25 | 45.    | 197    | 15.    | 197    |

### Europacup
- Saison 2012/13: 1. Slalomwertung, 10. Gesamtwertung
- Saison 2013/14: 2. Slalomwertung
- Saison 2014/15: 2. Slalomwertung, 6. Gesamtwertung
- 9 Podestplätze, davon 1 Sieg:

| Datum             | Ort            | Land    | Disziplin |
| ----------------- | -------------- | ------- | --------- |
| 15. Dezember 2013 | Pozza di Fassa | Italien | Slalom    |

### Britische Meisterschaften
- Britischer Meister im Slalom 2008, 2009 und 2011
- Britischer Meister im Riesenslalom 2011

### Weitere Erfolge
- 2 Podestplätze im Nor-Am Cup
- 3 Podestplätze im South American Cup
- 15 Siege in FIS-Rennen